# Премія «Люм'єр» (13-та церемонія)
13-та церемонія вручення Премії Люм'єр французької Академії Люм'єр відбулася 13 січня 2008 в Отель-де-Віль у Парижі. Церемонія проходила під головуванням Клода Лелюша. Фільм Скафандр і метелик отримав перемогу як «Найкращий фільм» .

## Переможці та номінанти
Переможців у списку виділено жирним.
| Найкращий фільм | Найкращий режисер |
| --- | --- |
| Скафандр і метелик - Життя у рожевому кольорі - Кус-кус і барабулька - Персеполіс - Кімната смерті | Абделатіф Кешиш — Кус-кус і барабулька - Андре Тешіне — Свідки - Олів'є Даан — Життя у рожевому кольорі - Джуліан Шнабель — Скафандр і метелик - Альфред Лот — Кімната смерті                                                     |
| Найкращий актор | Найкраща акторка |
| Матьє Амальрік — Скафандр і метелик - Жан-П'єр Мар'єль — І нехай все танцює! - Гійом Депардьє — Не чіпай сокиру - Бенуа Мажимель — Одна дівчина на двох та 24 заходи - Жан-П'єр Дарруссен — Серця чоловіків 2 - Жерар Дармон — Серця чоловіків 2 - Марк Лавуан — Серця чоловіків 2 - Бернар Кампан — Серця чоловіків 2 | Маріон Котіяр — Життя у рожевому кольорі - Мелані Лоран — Кімната смерті - Сільві Тестю — Таємниця Антуана Ватто - Людівін Саньє — Одна дівчина на двох - Марина Фоїс — Дорога́                                                    |
| Найперспективніший актор | Найперспективніша акторка |
| Жослін Ківрен — 99 франків - Коля Лічер — Шарлі́ - Лоран Стокер — Просто разом - Яннік Реньє — Приватна власність - Фу'ад Аї Атту — Таємна коханка | Афсія Ерзі — Кус-кус і барабулька - Ромола Гарай — Ангел - Клотильда Ем — Усі пісні лише про кохання - Одрі Дана — Залізничний роман - Люсі Деклозо — Лише кохання? - Кріста Тере — Лише кохання?                                 |
| Найкращий сценарій | Найкращий франкомовний фільм |
| Кімната смерті — Альфред Лот - Сон попередньої ночі (Акторки) — Валерія Бруні-Тедескі, Агнес де Саусі та Ноемі Львовскі - Свідки — Лорен Гуйо, Андре Тешіне та Вівіан Зенґґ - Таємниця Антуана Ватто — Лорен де Бартілья та Ален Росс - Дорога́ — Крістін Кар'є                                                         | Насолодження-Палома — Франція Алжир - Ковбой — Бельгія - Зачаровані танцем — Бельгія Люксембург - В руках мого ворога (Конокради) — Франція Бельгія Канада - Епоха затьмарення — Канада Франція - Африка показує! — Франція Бенін |
| Найкращий оператор | Приз глядацький симпатій (представлено TV5Monde) |
| Ерік Готьє — Тепер я йду у дику далечінь | Життя у рожевому кольорі — Олів'є Даан |
| Почесна премія «Люм'єр» | |
| Жан-П'єр Мар'єль | |